# Анестетична машина
Анестетична машина или апарат за анестезия е медицинско устройство, предназначено за ендотрахеална 
анестезия (инхалационна анестезия). Функционира като генерира и смесва свеж поток от медицински газове с инхалационна упойка, които се вдишват от пациента и го поддържат в анестезия по време на оперативна интервенция.
Машината на Хенри Бойл през 1917 г. е най-ранния апарат за анестезия с непрекъснат поток. Джеймс Гуатми (1962-1944) и Уилям Уосли (1976-1919) са американски анестезиолози, които изобретяват машина за анестезия на азотен оксид, кислород и етер с ранен непрекъснат поток през 1912 г. През 1933 г. са въведени измерватели на сух калер.